# Пантелеев, Яков Елизарович

Я. Е. Пантелеев на стеле Героев в Кезе

Яков Елизарович Пантелеев (1 января 1905, Верхний Тортым, Вятская губерния — 26 апреля 1983, Тортым, Удмуртская АССР) — старшина Красной армии; участник Великой Отечественной войны и полный кавалер ордена Славы.

## Биография
Родился 1 января 1905 года в деревне Верхний Тортым (ныне Кезский район, Удмуртская республика) в крестьянской семье. По национальности — удмурт. В 1918 году окончил три класса школы. Работал счетоводом в колхозе.
22 июня (по другим данным в июле) 1941 года был призван в ряды Красной армии. После окончания десятидневных курсов был отправлен на передовую. В боях Великой Отечественной войны начал принимать участие с августа того же года. С ноября 1941 года и до конца Великой Отечественной войны служил в 1090-м стрелковом полку 323-й Краснознамённой Брянской ордена Суворова 2-й степени стрелковой дивизии. Участвовал в битве за Москву, с декабря 1941 года по январь 1942 года участвовал в обороне Рязанской, Тульской и Калужских областей. 11 июня 1942 года получил ранение. После выздоровления был переведён в сапёрный взвод 1090-го стрелкового полка.
Во время одного из пулемётных обстрелов Яков Пантелеев прорезал 43 метра немецкой проволоки, 10 ежей, разминировал 13 немецких мин разных типов и взорвал немецкий завал. Во время этого получил контузию, отказавшись от госпитализации продолжил выполнять боевое задание вместе с разведывательной группой. 19 декабря 1942 года красноармеец Яков Пантелеев был награждён медалью «За отвагу».
3 марта 1943 года в ходе боя близ деревни Букань (Людиновский район, Калужская область) сапёр Яков Пантелеев принимал участие во взятии высоты и закрепления на ней до прихода подмоги. В ходе этого боя Яков Пантелеев получил ранение.
В сентябре того же года участвовал в боях за Брянск. Во время боя получил приказ обследовать вражеские инженерные сооружения, которые находились на занятном противником берегу Десны. Вместе с другим сапёром Яков Пантелеев переправился через реку на лодке и разведал левый берег реки, после чего под вражеским огнём переправил на другой берег 15 солдат с полным обмундированием.
Во время форсирования реки Сож Пантелеев первым переправился через реку и под вражеским огнём переправил 10 солдат с обмундированием. После чего вместе с группой разведчиков подобрался к переднему краю вражеской обороны и перерезал проволочные заграждения, что обеспечило дальнейшее продвижение пехоты. В ходе дальнейших боёв Яков Пантелеев обезвредил несколько десятков немецких мин. 16 декабря 1943 года Яков Пантелеев был награждён орденом Красной Звезды.
13 марта 1944 года Яков Пантелеев получил контузию, но менее чем через месяц вернулся в строй. Участвовал в форсировании реки Друть.
В период с июня по август 1944 года в ходе наступательной операции «Багратион», близ деревни Лешница (Березинский район, Минская область, Беларусь) и близ города Мосты (Гродненская область, Беларусь), Яков Пантелеев уничтожил 10 солдат противника, а во время разминирования дорог обезвредил значительное число вражеских мин, что сыграло свою роль при продвижении пехоты и техники полка. 18 сентября 1944 года рядовой Яков Пантелеев был награждён орденом Славы 3-й степени.
Участвовал в форсировании Вислы и в боях за освобождение Польши на левом берегу Вислы. В феврале 1945 года в районе населённого пункта Эйхберг (юго-восточнее Франкфурта-на-Одере, Германия) командир группы сапёров Яков Пантелеев проделал 8 проходов во вражеских проволочных заграждениях и минных полях. 22 февраля 1945 года рядовой Яков Пантелеев был награждён орденом Славы 2-й степени.
В ходе подготовки форсирования Одера Яков Пантелеев дважды скрытно переправлял на лодке разведчиков и обеспечивал им обратную дорогу вместе с захваченными «языками». В период с 1 апреля по 1 мая 1945 года в ходе Берлинской наступательной операции близ Франкфурта-на-Одере под вражеским огнём Яков Пантелеев переправил советские подразделения через реку. В ходе форсирования реки Шпрее в районе города Бесков (Бранденбург) Яков Пантелеев обеспечил переправу разведывательной группы и стрелкового батальона. В последующих боях Пантелеев обезвредил около 60 мин разных типов. 28 апреля того же года лично уничтожил 15 вражеских солдат. Окончил боевой путь близ города Луккенвальде (в пятидесяти километрах от Берлина).
Демобилизовался 28 августа (по другим данным в июне) 1945 года. Старшина в отставке. После демобилизации жил в деревни Тортым, где возглавлял комплексную полеводческую бригаду в колхозе «Свобода». Скончался 26 апреля 1983 года в Тортыме и был похоронен на местном кладбище.

## Награды
Яков Елизарович получил следующие награды:
- Орден Красной Звезды (16 декабря 1943)[3];
- Орден Славы 1-й степени (15 мая 1946 — № 1761);
- Орден Славы 2-й степени (22 февраля 1945 — № 24039)[4];
- Орден Славы 3-й степени (18 сентября 1944)[5];
- Медаль «За отвагу» (19 декабря 1942)[6];
- Медаль «За победу над Германией в Великой Отечественной войне 1941—1945 гг.»[комм 2];
- Медаль «За освобождение Варшавы» (17 января 1945);
- Медаль «За взятие Берлина»[комм 3];
- так же ряд прочих медалей.

## Комментарии
1. ↑  На сайте «Герои страны» местом рождения Якова Пантелеева названа деревня Старый Тортым[1].
2. ↑  Информация о медали «За победу над Германией в Великой Отечественной войне 1941—1945 гг.» взята с фотографии Якова Пантелеева на сайте «Герои страны»[1].
3. ↑  Информация о медали «За взятие Берлина» взята с фотографии Якова Пантелеева на сайте «Герои страны»[1].